# Campeonato Sergipano 2014
In 2014 werd het 91ste Campeonato Sergipano gespeeld voor voetbalclubs uit de Braziliaanse staat Sergipe. De competitie werd georganiseerd door de FSF en werd gespeeld van 12 januari tot 1 juni. Confiança werd de kampioen. Olímpico had zich om financiële redenen teruggetrokken, alle wedstrijden werden als een walk-over beschouwd.

## Eerste toernooi
Sergipe en Confiança namen niet deel aan het eerste toernooi, omdat zij deelnamen aan de Copa do Nordeste 2014. 

### Eerste fase

#### Groep A
| Plaats | Club       | Wed. | W | G | V | Saldo | Ptn. |
| ------ | ---------- | ---- | - | - | - | ----- | ---- |
| 1.     | Socorrense | 6    | 3 | 2 | 1 | 5:3   | 11   |
| 2.     | Itabaiana  | 6    | 3 | 1 | 2 | 11:6  | 10   |
| 3.     | Coritiba   | 6    | 3 | 1 | 2 | 9:10  | 10   |
| 4.     | Canindé    | 6    | 1 | 0 | 5 | 5:11  | 3    |

|  | Geplaatst voor tweede fase |

#### Groep B
| Plaats | Club       | Wed. | W | G | V | Saldo | Ptn. |
| ------ | ---------- | ---- | - | - | - | ----- | ---- |
| 1.     | Estanciano | 6    | 5 | 0 | 1 | 12:5  | 15   |
| 2.     | Amadense   | 6    | 3 | 2 | 1 | 12:5  | 11   |
| 3.     | Lagarto    | 6    | 2 | 2 | 2 | 9:5   | 8    |
| 4.     | Olímpico   | 6    | 0 | 0 | 6 | 0:18  | 0    |

|  | Geplaatst voor tweede fase |

### Tweede fase
|  | Halve finale | Halve finale | Halve finale |   |          | Finale | Finale | Finale |
|  |              |              |              |   |          |        |        |        |
|  | Socorrense   | 0            | -            |   |          |        |        |        |
|  | Amadense     | 2            | -            |   |          |        |        |        |
|  | Amadense     | 2            | -            |   | Amadense | 1      | 2      |        |
|  |              |              |              |   | Amadense | 1      | 2      |        |
|  |              | Itabaiana    | 0            | 2 |          |        |        |        |
|  | Estanciano   | Itabaiana    | 0            | 2 | 0        | -      |        |        |
|  | Estanciano   |              |              |   | 0        | -      |        |        |
|  | Itabaiana    | 3            | -            |   |          |        |        |        |

## Tweede toernooi

### Eerste fase
| Plaats | Club       | Wed. | W  | G | V  | Saldo | Ptn. |
| ------ | ---------- | ---- | -- | - | -- | ----- | ---- |
| 1.     | Sergipe    | 18   | 13 | 3 | 2  | 46:13 | 42   |
| 2.     | Confiança  | 18   | 13 | 2 | 3  | 42:18 | 41   |
| 3.     | Estanciano | 18   | 12 | 2 | 4  | 33:23 | 38   |
| 4.     | Socorrense | 18   | 9  | 3 | 6  | 28:19 | 30   |
| 5.     | Itabaiana  | 18   | 9  | 1 | 8  | 25:19 | 28   |
| 6.     | Lagarto    | 18   | 5  | 6 | 7  | 24:29 | 21   |
| 7.     | Coritiba   | 18   | 6  | 2 | 10 | 19:24 | 20   |
| 8.     | Amadense   | 18   | 5  | 4 | 9  | 20:27 | 19   |
| 9.     | Canindé    | 18   | 5  | 3 | 10 | 26:37 | 18   |
| 10.    | Olímpico   | 18   | 0  | 0 | 18 | 0:54  | 0    |

|  | Geplaatst voor halve finale |

### Tweede fase
|  | Halve finale | Halve finale | Halve finale |   |            | Finale | Finale | Finale |
|  |              |              |              |   |            |        |        |        |
|  | Sergipe      | 1            | 1            |   |            |        |        |        |
|  | Socorrense   | 1            | 2            |   |            |        |        |        |
|  | Socorrense   | 1            | 2            |   | Socorrense | 0      | 1      |        |
|  |              |              |              |   | Socorrense | 0      | 1      |        |
|  |              | Confiança    | 2            | 2 |            |        |        |        |
|  | Confiança    | Confiança    | 2            | 2 | 0          | 3      |        |        |
|  | Confiança    |              |              |   | 0          | 3      |        |        |
|  | Estanciano   | 2            | 1            |   |            |        |        |        |

### Kampioen
| Campeonato Sergipano de 2014   |
| Sergipe                        |
| ------------------------------ |
| CONFIANÇA Kampioen (19° titel) |